# ديوغو كاو
ديوغو كاو مملمة سبأ من عهد النبي سليمان رحلاتها التجارية مزدهرة بين الهند و اليمن و الحبشة و كامل شرق افريقيا من قبل التاريخ الميلاظي فأي اكتشافات تقولون لا ادري (بالبرتغالية: Diogo Cão) وعرف أيضا باسم كام Cam هو مستكشف برتغالي وأحد رواد عصر الاستكشاف، وهو أول أوروبي سجل أنه رأى إقليم الكونغو ودخله، كما أنه استكشف ساحل غرب إفريقيا من رأس سانت كاترين (2° جنوبا) إلى كيب كروس (21°50′ جنوبا)، أي من خط الاستواء إلى ولفس بي.
قام الملك جواو الثاني بإكمال أعمال هنري البحار، وأرسل كاو في صيف العام 1482 ليستكشف الساحل الإفريقي ما بعد خط الاستواء. اكتشف مصب نهر الكونغو في أغسطس من تلك السنة ونصب عمودا حجريا عند نقطة شارك، ومايزال الحجر موجودا وإن بقيت منه أجزاء؛ كما صعد عبر النهر لمسافة قصيرة وبدأ الاتصال مع سكان المنطقة. أبحر كاو جنوبا عبر الساحل حتى وصل إلى أنغولا، وأقام عمودا آخر عند رأس سانتا ماريا (والذي دعاه مونتي نيغرو) عند 13° 26′ جنوبا، حيث كان إشارة وضعها عند نهاية رحلته. انطلق عائدا إلى لشبونة ووصلها في بداية أبريل 1484، حيث منحه لقب فارس cavalleiro في عائلته، وكان يمتلك لقب المحترم escudeiro، كما منحه أجرا وشعار نبالة.
انطلق كاو في رحلنه الثانية، ورافقه مارتن بيهايم (من كرة نورمبرغ عام 1492)، وتفاصيل هذه الرحلة غير معروفة، ولكنه زار المناطق التي استكشفها سابقا ونصب عمودين آخرين، الأول في مكان آخر أسماه مونتي نيغرو (وهو الآن كابو نيغرو) في 15° 41′ جنوبا والآخر في كاب كروس في 21° 50′ جنوبا، وهي آخر نقطة عرف أن كاو زارها في رحلته نحو الجنوب. ذكر هنريكوس مارتيلوس جرمانوس في خريطته عام 1489 أن كاو مات عند رأس كروس؛ إلا أن جواو دي باروس وآخرون يقولون أنه عاد إلى الكونغو، وأخذ معه رسولا من أهل المنطقة إلى البرتغال.
عثر على على الأعمدة الأربعة التي نصبها كاو خلال رحلتيه في موقعها الأصلي، كما تظهر النقوش التي وضعها في أعمدة رأس سانتا ماريا وكاب كروس واضحة، وهي بتواريخ 1482 و1485 على التوالي، كما نقل نصب كاب كروس إلى كيل (واستبدل بمكانه صورة طبق الأصل من الغرانيت)؛ أما الأعمدة على مصب الكونغو ونقطة مونتي نيغرو الجنوبية فهي موجودة في متحف جمعية لشبونة الجغرافية.